# Hematom
Hematom är en lokaliserad blodutgjutning inuti kroppen eller på kroppen. I det senare fallet när det avser traumautlösta blödningar synliga under huden kallas de blåmärken (jämför petekier).